# Azurite (plante)
Echinops ritro
Pour les articles homonymes, voir Azurite.
« Oursin bleu » redirige ici. Pour les autres significations, voir Oursin (homonymie).
Espèce
Classification phylogénétique
L'Azurite, ou oursin bleu (Echinops ritro), est une espèce de plantes vivaces appartenant au genre Echinops et à la famille des Astéracées, ou Composées.

## Description

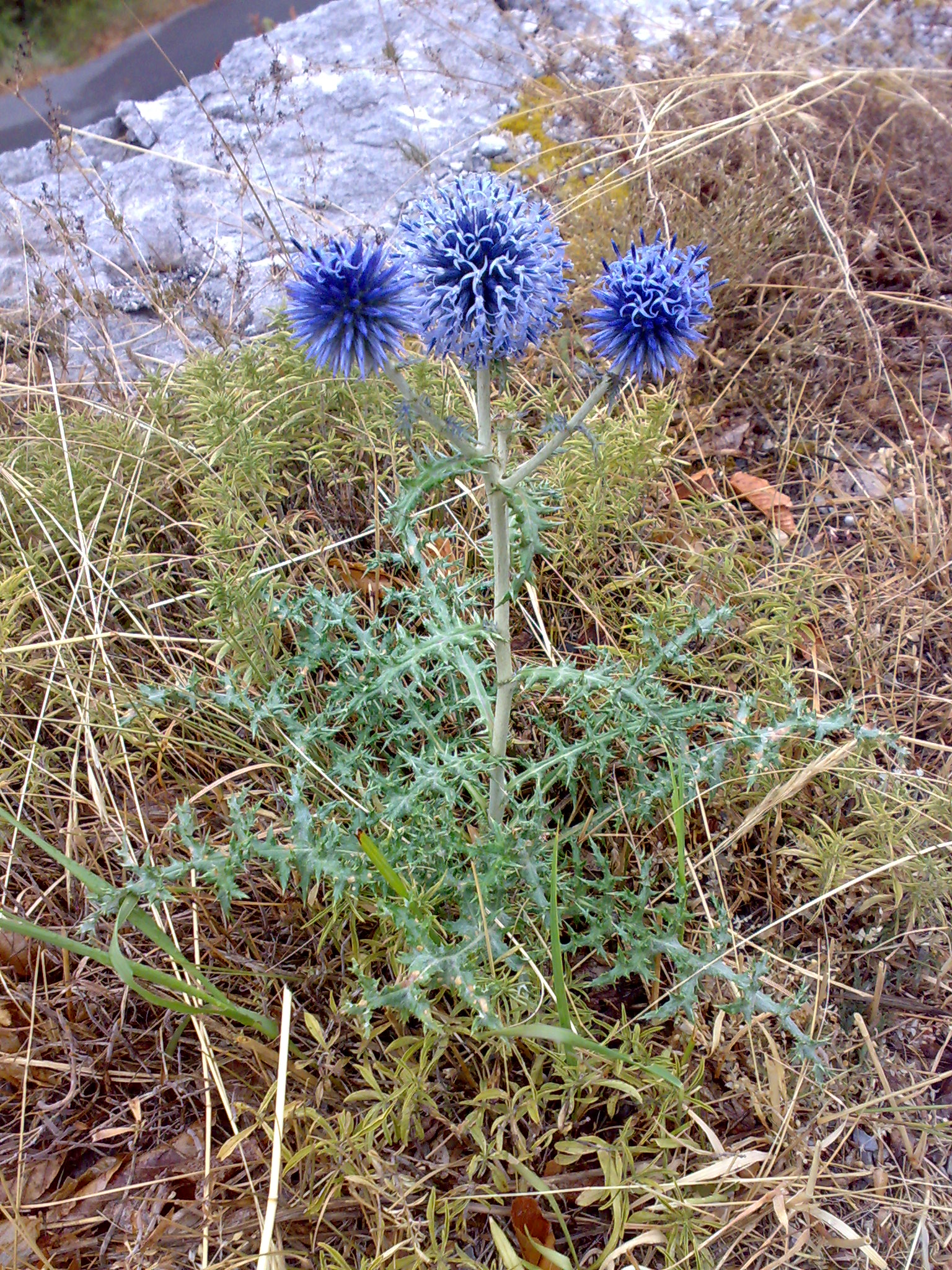
Echinops ritro en pied.

Cette plante herbacée vivace a une taille moyenne (< 80 cm). La tige érigée blanche, glabre ou à poils très fins, porte des feuilles coriaces, vertes à revers tomenteux, assez étroites, alternes et légèrement engainantes, pennatipartites, à lobes très épineux.
La floraison a lieu entre juillet et septembre. Il apparaît de nombreuses inflorescences sphériques bleu-violet disposées en panicule. Comme pour toutes les plantes du genre Echinops, ces inflorescences portent de nombreux capitules ayant chacun une seule fleur tubulée à cinq lobes. On peut dire en quelque sorte que l'inflorescence est un capitule de capitules. Bien que la pollinisation se fasse généralement grâce aux insectes (plante entomogame), une auto-fécondation est possible.
Le fruits sont des akènes, transportés et disséminés par le vent.

## Habitat et répartition
Assez courante dans l'Europe méridionale et plus généralement sur le pourtour méditerranéen, elle affectionne les friches et prairies sèches, rocheuses, le plus souvent sur sol calcaire (garrigue).

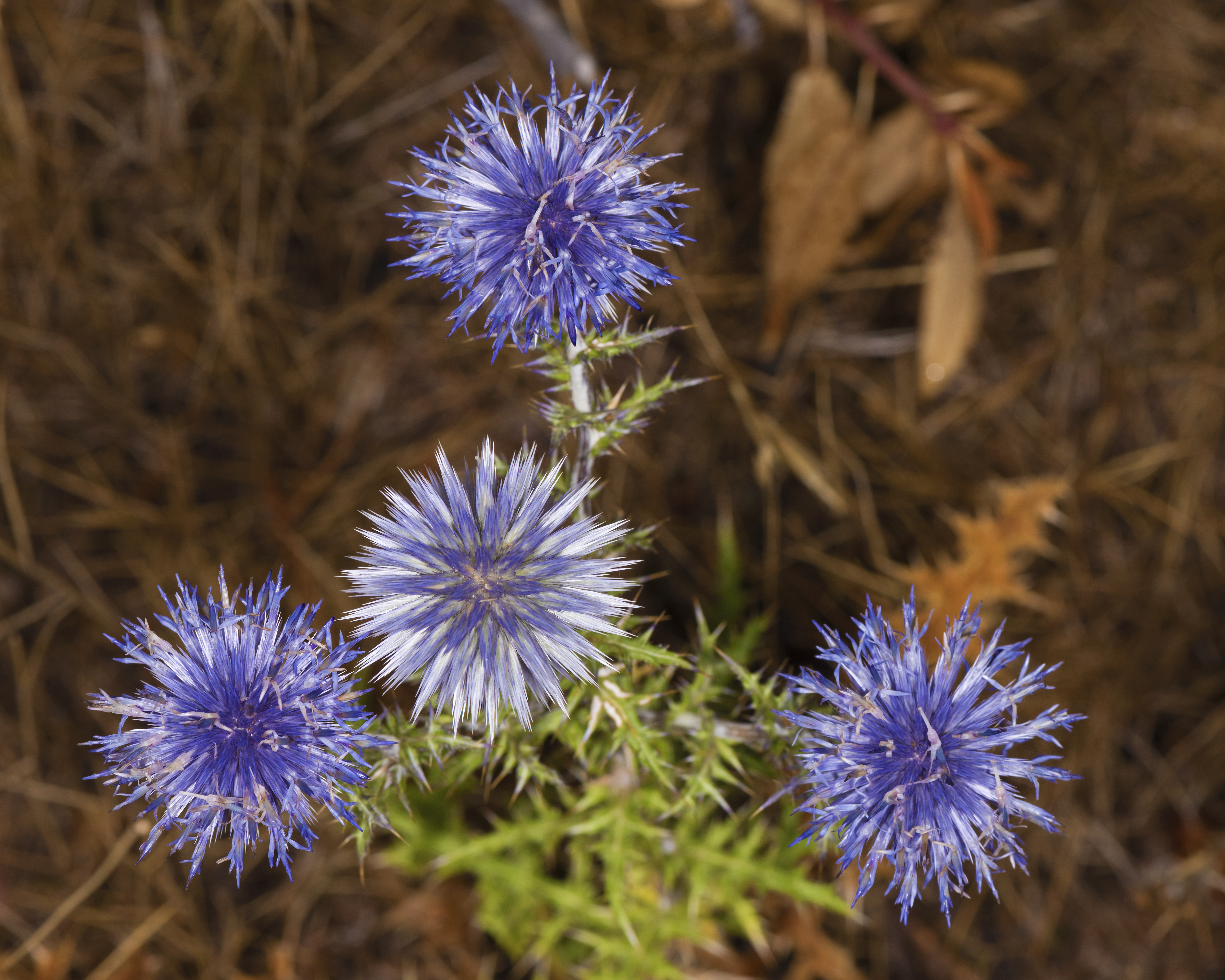
Echinops ruthenicus, des fleurs en gros plan, à Sète, en France.

## Liste des sous-espèces
Selon NCBI (3 juil. 2011) :
- Echinops ritro subsp. ritro
- Echinops ritro subsp. ruthenicus
- Echinops ritro subsp. siculus